# گوزن پامپا
گوزن پامپا (نام علمی: Ozotoceros bezoarticus) نام یک گونه از زیرخانواده گوزنیان جهان جدید است.